# Englerina
Englerina é um género botânico pertencente à família Loranthaceae.